# Хибридни рат
Хибридни рат представља врсту војне стратегије у којој се конвенционална средства ратовања комбинују са разним неконвенционалним средствима попут деловања паравојних формација, спровођења економских мера као што су санкције затим ширења пропаганде, лажних вести, утицања на морал обе стране и у последње време најзначајније, извођења сајбер операција према другој страни.

## Појам хибридног ратовања
Концепт хибридног рата теоријски је и даље споран и не постоји једна дефиниција око које сви могу да се усагласе. Водећи теоретичар из ове области, Франк Г. Хофман (Frank G. Hoffman) хибридни рат означава као истовремено дејство симетричних и асиметричних ратова, тактике конвенционалног и неконвенционалног вођења рата, истовремено учешће професионалних војника и разних оружаних формација.  Ипак, ова дефиниција превиђа утицај процеса глобализације и технолошког развоја нарочито у сфери информационих и комуникационих технологија које у комбинацији са осталим факторима, дају нове могућности и плодно тле за проширење хибридног ратовања.
За разумевање основне идеје хибридног ратовања корисно је поћи од класичног поимања рата као наставка политике другим средствима које даје Карл фон Клаузевиц још почетком 19. века, с тим што бисмо овде посматрали хибридно ратовање или често саму политику као наставак рата другим средствима. Многи за појам хибридног рата кажу да је превише широк, неухватљив, безобалан и да нема суштинско значење. Међутим, да би се боље разумео, биће упоређен другим, сличним појмовима попут сукоба ниског интензитета, рата четврте генерације, специјалног рата и асиметричног рата.
Сукоб ниског интензитета – реч је о појму који је уведен 1980-их и подразумевао је (не)војно сукобљавање ограничених размера, уз примену читаве лепезе средстава која су на располагању ривалским странама – војних, политичких, економских и пропагандних. Може се рећи да је он по нивоу испод општег рата, а изнад уобичајеног мирољубивог надметања. Поређењем са концептом „хибридног рата“, могу да се уоче и одређене сличности, у погледу места на скали насиља (између ненасиља и конвенционалног рата) али и по питању одређених карактеристика (комбинације војних и невојних средстава, разноврсности учесника у сукобима). С друге стране, у сукобу ниског интензитета није била предвиђена улога за одређена технолошка решења, што је разумљиво с обзиром на то од када поједине технологије, пре свега оне информатичке, датирају.
Рат четврте генерације – употребљава све доступне мреже – политичке, економске, социјалне и војне – да убеди политичке доносиоце одлука код непријатеља, да су њихови стратегијски циљеви или недостижни или сувише ризични за могућу добит. У овом типу рата нема покушаја да се досегне победа кроз пораз непријатељских оружаних снага. Ратови четврте генерације трају врло дуго – мере се деценијама, пре него месецима или годинама. Из свега наведеног може се закључити да између ова два појма постоје сличности, али да се овде ипак ради о нешто ширем концепту.
Специјални рат – овај термин је значајан јер се дуго користио у југословенској и српској литератури. Ради се о појму врло широког обима, који обухвата мере од оружаног сукоба, неконвенционалног ратовања, све до „великог“ конвенционалног рата. Његов обим је свакако шири од обима појма „хибридни рат“  али је главна разлика између њих у томе што у специјалном рату оружана борба није у средишту његовог садржаја, већ је више њен додатак.
Асиметрични рат –  ова синтагма је нарочито постала актуелна након терористичких напада на САД 11.09.2001. године. Односи се на насилну акцију коју предузимају „слабији“ (have-nots) против „јачих“ (haves), при чему слабији, било да су државни или недржавни актери, настоје да произведу дубоке последице – на свим нивоима од тактичког до стратегијског по противника. У литератури на ову тему постоје несугласице да ли се асиметрични рат може сматрати ужим или ширим појмом од хибридног ратовања, али оно што јесте сигурно је да се њихове садржине доста преклапају.  Ипак, оба појма је могуће користити у опису нових, неконвенционалних, нелинеарних, делимично не-војних и изненадних форми угрожавања безбедности.  Односно,  хибридно  ратовање  има  значајну  карактеристику асиметричности, док се асиметричне претње планирају са прорачунатим ефектима утицаја на области хибридног ратовања.
Без обзира на дилеме или несугласице међу теоретичарима, хибридно ратовање је данас постало реалност, а као гарант тога можемо узети то што се овај појам налази у разним званичним документима и тиме што постоје разне институције у САД, ЕУ, НАТО и Руској Федерацији, које се баве његовим изучавањем. Примери за то су Начелник генералштаба копнене војске САД Џорџ В. Кејси Јуниор (George W. Casey jr.), који је још 2008. уврстио овај појам у своју употребу, затим НАТО који је од 2010. усвојио низ докумената у којима се бави хибридним претњама, а потом је основана и независна организација, Европски центар изузетности за супротстављање хибридним претњама (The European Centre of Excellence for Countering Hybrid Threats) основан 2017. године са циљем да одговара на хибридне претње на које посумњају Европска унија и НАТО. У Руској Федерацији овај појам 2013. године развио је начелник Генералштаба оружаних снага Русије, Валериј Герасимов (Valeriy Gerasimov).

## Елементи и технике хибридног ратовања
Елементи хибридног рата укључују његове актере, поље односно простор у ком се хибридни рат дешава и на крају технике односно начине како се тачно одвија. Ради се о једном сложеном односу у ком се врло често више процеса одвија паралелно па због тога понекад везе између ових елемената делују замагљено, али биће представљени на следећи начин.
Обзиром на чињеницу да је основа хибридног рата и даље у конвенционалном ратовању, главни актери на које се прво обраћа пажња јесу конвенционалне војне снаге једне државе и њени политичари, односно доносиоци одлука. Ипак, једно од значајних одступања и битна одлика хибридног рата у односу на класичан рат, односи се управо на неконвенционалне снаге, парамилитарне формације, приватне војске које чине добро увежбани професионалци који дејствују без обележја и њихов статус је веома често и према међународном праву нејасан у потпуности. У пракси се врло често дешава да су ови недржавни актери заправо продужена рука неке велике или регионалне силе, која у датом конфликту види свој интерес. Осим тога, актери не морају увек бити државни или имати везе са њом, већ могу бити и побуњеничке групе и други недржавни актери.
Међутим, мрежа актера који су укључени у хибридно ратовање, много је сложенија од претходно поменуте, и то се најбоље уочава и разуме ако се сагледа поље, односно простор у ком се хибридни рат одвија. Осим вођења „битки“ у физичком пољу и простору, савремено хибридно ратовање, одвија се све више у медијском и сајбер простору. То подразумева да су данашње државе за потребе вођења хибридног ратовања, приморане да своје војно ангажовање у сукобима минимизирају, маскирају и идеализују. Дакле, уместо „класичног“ приступа, државама – великим силама је све чешће политички и стратегијски корисније да модификују свој „традиционални“ начин деловања и прибегну мешавини симетричног и асиметричног ратовања. Другачије речено, државе покушавају да у одређеним периодима и сегментима борбеног дејствовања преузму обрасце понашања недржавних актера, заобилазећи одређене међународне норме, и за разлику од употребе великих војски на терену, оне користе мање, специјализоване јединице са високо софистицираним оружјем и људством обученим за психолошко и електронско ратовање. Поред уобичајене конвенционалне борбе на „традиционалном“ бојишту, у хибридном рату, води се и специфична политичко-психолошка борба чије је поприште становништво (његова свест, наклоност, симпатије) државе у којој се налазе интервенционистичке трупе. Постоје више врста медијских манипулација које су различите по начину пласирања и ефектима, који се протежу од „кликбејта“ (наслов обећава садржај којег у тексту нема), преко дезинформација, манипулације чињеницама, пристрасног извјештавања, непроверених објава, теорија завере, до „лажне вести“ када медиј самостално креира информацију која је у потпуности лажна и представља је као чињеницу.  У области сајбер простора све су учесталији и плански хакерски напади као техника којом се долази до поверљивих информација или изнуде новца нападнуте државе и њених институција, али овде се увек приступа опрезно претпоставкама да ли иза тог напада стоји друга држава плански, или једноставно појединци и организације који ову акцију врше самостално, без укључености у неку ширу стратегију.
Појавом роботизованих борбених система, различитих форми информационог деловања и сајбер напада, створила се могућност управљања борбеним дејствима и деловање са даљине односно могућност „даљинског“ ратовања, у коме нема непосредног (борбеног) додира сукобљених страна.  Пример за употребу ове технике је коришћење беспилотне летелице, приликом извођења атентата на иранског генерал-мајора Касeма Сулејманија (Qasem Soleimani) 3. јануара 2020. године на аеродрому у Багдаду.

## Примери хибридног рата
Као први пример хибридног рата, наводи се сукоб између Хезболаха и Израела 2006. године. Хезболах се у Либану 2006. године борио против Израела помоћу добро обучених јединица које су комбиновале пропаганду, конвенционалне војне тактике и ракете лансиране из густо насељених цивилних подручја, остваривши оно што су многи у региону сматрали политичком победом. Посебно је карактеристичан приступ Хезболаха у вршењу психолошко-пропагандних активности, где су не само преко медијских сервиса и СМС порука, већ и преко украдених првобитних верзија Фејсбука (према неким ауторима и Твитера), ширили дезинформације међу сопственим и израелским становништвом. Наведени сукоб приказао је низ специфичности: сукоб државе и недржавног субјекта; садејство герилских јединица и регуларних трупа током противтенковских и противваздухопловних дејстава на Израел; афирмативно и у реалном времену приказивање снимака успешних дејстава Хезболаха, на више медија укључујући и у сајбер простору; приказивање дејстава Израела супротно међународним правилима ради придобијања подршке исламске заједнице током трајања сукоба; асиметрична употреба силе; низ тактичких изненађења и слично.
Одређени аутори сматрају да су се хибридни ратови водили и раније и да су их пре свега водиле САД, али због специфичности компоненте сајбер простора у одређењу појма хибридно ратовање, таквом тврдњом се улази у недоумицу да се раније није радило о неком од појмова који је  сличан хибридном ратовању. Зато ћемо се окренути савременим примерима који свакако да испуњавају све критеријуме и елементе за подвођење под хибридни рат.
Сукоб у Сирији који траје од 2011. године изнедрио је низ специфичности, најпре од посредничког ратовања актера на терену у сарадњи са светским и регионалним силама (САД, Руска Федерација, поједине државе ЕУ и Турска) преко интензивне медијске кампање и коришћења сајбер простора за пропаганду и врбовање терориста до употребе роботизованих борбених система. У фази припреме овог сукоба друштвене мреже су одиграле једну од одлучујућих улога у нарастању међунационалних нетрпељивости и лансирању лажних информација. Како би оствариле предност у овом сукобу истовремено су сајбер простор користиле и западне државе и њихове обавештајне службе за вршење шпијунаже и креирање посебних група на друштвеним мрежама, као и Исламска држава за регрутацију својих бораца.
Коначно, сукоб у Украјини карактерише интензивно коришћење сајбер простора ради мобилизације становништва за јавна окупљања и протесте, као и интензивна пропаганда ради смене постојећег режима, а потом и за утицај на јавно мњење као и морал обе стране у изненадном сукобу. Сукоби у сајбер простору прелили су се на терен  на ком су учествовали и професионални војници који нису били под званичном командом ни једне државе али су дејствовали врло прецизно и ефикасно, најпре на Криму а потом и у областима Луганск и Доњецк. У овом сукобу употребљене су и економске санкције као још једна од компоненти хибридног рата.

## Хибридни рат и хибридне претње у служби државе
„Хибридно ратовање“ је термин који се све чешће помиње у политичком дискурсу, а (зло)употребљавају га представници држава и влада широм света у ситуацијама када јавност, цивилно друштво и-или медији преиспитују њихове политике и одлуке, односно интегритет извршне власти, те их позивају на политичку одговорност. Дакле, критика власти проглашава се хибридним ратовањем на тај начин користи ради обрачуна са политичким неистомишљеницима и ривалима. Према речима професора Жарка Пуховског, оно што је одлика данашњег времена, јесте сужавање канала јавног информисања, односно кориштење појма 'хибридног рата' у сврху редуковања тема које су допуштене, проширење пописа тема које нису и слично.
У Републици Хрватској, 2017. године премијер Андреј Пленковић и министар унутрашњих послова Давор Божиновић тврдњама да су изложени хибридном ратовању бранили су се од незгодних новинарских питања везаних за реструктурирање пољопривредног  предузећа Агрокора, а бивши министар обране Дамир Крстичевић хибридним је ратом проглашавао пропитивање аутентичности његовог завршног рада на америчкој војној школи. Сигурносно-обавјештајна агенција (СОА) је на крају установила како нема елемената за тврдњу да се у Хрватској води медијски хибридни рат.
У Србији је овај појам доспео у жижу јавности 2019. године када је тадашњи министар одбране Александар Вулин (2017-2020) у јутарњем програму РТВ Пинк поменуо хибридно ратовање наглашавајући да се поред хакерских напада у хибридно ратовање могу подвести и коментари на друштвеним мрежама, пласирање дезинформација и праваца који треба да прикажу земљу као лошу и унесу немир. Тим поводом, министар Вулин је рекао да је класичан пример хибридног ратовања „Афера Крушик“, називајући је операцијом која има за циљ да ослаби војску Републике Србије и умањи њену борбену готовост. Министар је ову изјаву дао баш у време када је на слободу пуштен узбуњивач Александар Обрадовић из фабрике Крушик који је јавности обзнанио информације о могућем нелегалном пословању у наменској индустрији и међународној нелегалној трговини оружјем.
Након уличних протеста током лета јула 2020. године због растућег ауторитаризма у Србији  и неадекватних и репресивних мера Владе Србије које су уведене ради спречавања ширења пандемије коронавируса (Цовид-19), председник Републике Србије је оптужио демонстранте и неименоване организаторе протеста да „воде хибридни рат бесмислицама“.  Осим функционера и владиних службеника, домаћи и страни медији у Србији, попут Вечерњих новости, АЛО!, Србија Данас, Спутник,  слободно и без доказа користе термин „хибридно ратовања“ тврдећи да га воде обавештајне службе ради политичког преврата, односно насилног рушења легално изабране власти и брисање идеје о независности и војној неутралности Србије, као и слабљења утицаја Српске православне цркве у региону и међународне позиције Србије и стварања раздора између Србије и Русије.
Погрешно и слободно тумачење и кориштење овог термина доводи у питање његову корисност, односно обезвређује овај термин. На сличан начин је обезвређен термин „лажне вести“ (факе нењс), једна од техника хибридног ратовања коју су политичари, попут америчког председника Доналда Трампа, присвојили и њиме почели да етикетирају критичне медије и политичке неистомишљенике и ривале. Администрација америчког председника Доналда Трампа тако је ширила обмањујуће тврдње да су Кинези намерно створили нови коронавирус, Кина једнако дезинформишуће одговара да су вирус заправо створили Американци, док је за Руску Федерацију од раније познато да масовно користи дезинформацијске кампање у сврху дестабилизације и поларизације циљаних друштава, због чега  Европска унија има и посебну страницу посвећену праћењу руских дезинформација у Европи.